# 恩利爾
恩利爾（Enlil），又稱恩利勒，蘇美神話中的神祇，祂是天地孕育之子，當時祂出生的時候，用風的暴烈力量，將自己的母親和父親分開，從此就成為了至高神，天神安（An）和天后祺（Ki）的背後掌權者，被稱為巴力（意為「主」）。恩利爾不只是大地和空氣之神，同時也是戰神及風神，尼普爾城邦的保護神。洪水滅世就是恩利爾所造成。擁有名為“命運石板”（Tablet of Destinies）的天命書板。恩利爾在蘇美時期和阿卡德時期受到推崇。但到了巴比倫時期，祂的主神地位被其侄子馬爾杜克取代。

## 名称
恩利尔的名字来自古苏美尔语的EN（意为“主、大人”）和LÍL（意为“风”），可直译为“风神”。恩利尔的名字不是使用属格构造的，这意味着恩利尔被视为风自身的人格化身而非风的成因。

## 崇拜
恩利尔是苏美城邦尼普尔的守护神，他的崇拜中心埃库尔神殿就位于这座城邦。该神殿的名称在苏美语里直译是“山房”。苏美人认为埃库尔是恩利尔自己修建的，而且还是天国与大地的“系泊绳”，即沟通天国和大地的渠道。在乌尔第三王朝的建立者乌尔那木统治时期，有一首详尽描述埃库尔神殿的赞美诗，诗中说到神殿大门上刻着伊姆杜古德（Anzû/Imdugud）杀死狮子和鹰并惩戒犯罪者的场景，伊姆杜古德是一个次级神，偶尔被描绘成一只巨大的鸟。
苏美人相信人类存在的唯一目的就是侍奉神灵。他们认为神的雕像是神自身的物质化体现，因此一直都对这些雕像关爱有加，并指派专门的祭司来侍奉。人们通过献出食物和其他人类必需品来祭拜恩利尔。在宗教仪式中，食物通常放置于神的雕像面前，人们认为这顿美餐即为恩利尔的日常饮食；然而，仪式之后，这些食物会分发给祭司们。祭司还负责为雕像更换服饰。
在苏美人眼中，恩利尔是守护人类并关心人类幸福的一个仁慈的、父亲般的神。一首苏美赞美诗称恩利尔之荣耀至高无上，使得其他神灵均无法和祂平起平坐。这首赞美诗还提到，如果没有恩利尔，文明将不会存在。恩利尔的修饰词包括“高山”和“异域之王”，恩利尔有时还被描述成“狂风暴雨”、“野牛”和“商人”。美索不达米亚人视其为创造者、父亲、国王和宇宙全能的主。祂的另一个名字為努纳姆尼尔（Nunamnir），该名字在《东风与北风》的文本中有所提及。
诸王视恩利尔为一位模范统治者，并努力效仿他的统治。恩利尔绝对正义，绝不容忍罪恶。来自苏美尔各地的统治者纷纷前往尼普尔恩利尔的神殿祭拜，来获得其统治的合法性；作为给恩利尔的回报，他们向神殿献出土地和宝物。尼普尔是苏美尔诸城邦里唯一一个从未建造过宫殿的城邦，旨在表明恩利尔是尼普尔之王并突出该城作为恩利尔崇拜中心的地位。即使是到了巴比伦时期，马尔杜克取代恩利尔成为众神之首时，巴比伦的国王依然会前往尼普尔圣城寻求对其统治权的认可。
公元前24世纪，安的重要性开始下降，而恩利尔的地位崛起。这一时期，恩利尔和安在泥石板文献中都被反复提及。在亚摩利人统治时期，恩利尔也一直都是众神之首，亚摩利统治者宣称恩利尔是他们执政合法性的来源。在巴比伦国王汉谟拉比征服苏美尔之后，恩利尔的地位开始衰落。巴比伦人称恩利尔为“埃利尔”（Elil），而胡里安人则将恩利尔与他们自己的神库马尔比（Kumarbi）融合起来。在胡里安人的宗教仪式中，恩利尔和阿潘图（Apantu）分别成为伊斯哈拉（Ishara）的父亲和母亲。
在加喜特人时期（约公元前1592年—前1155年），尼普尔短暂地取得对该地区的影响，恩利尔因此重获重要地位。从公元前1300年左右开始，恩利尔与亚述的神亚述（Ashur）融合，亚述是亚述人的神话体系里最重要的神祇。随后，公元前1230年，埃兰人袭击了尼普尔，该城邦以及恩利尔的崇拜都陷入衰落。约一百年之后，恩利尔作为众神之首的地位让渡给了马尔杜克，他是巴比伦人的守护神。恩利尔的地位受到极大的打击，有时仅仅被视为马尔杜克的一个化身。尽管如此，恩利尔的神殿在新亚述帝国时期（公元前911—前609年）依然正常运转。甚至巴比伦人也将安努和恩利尔视为赋予马尔杜克权力的神。在公元前的第一个千年里，巴比伦人祭拜一个名为 柏尔的神祇，这个词在巴比伦语里的意思即“主、神”。柏尔是恩利尔、马尔杜克以及濒死的杜姆齐德三神的综合体，他持有恩利尔此前的所有名号，且他的雕像也与恩利尔基本一样。最终，柏尔被视为秩序与命运之神。同时，亚述则继续被遵奉为“亚述的恩利尔”或者“众神之恩利尔”。在新亚述帝国崩溃之后，恩利尔的雕像被砸碎，他的神殿被摧毁，因为他已与亚述人紧密联系在了一起，而众多被亚述征服的民族对其恨之入骨。恩利尔继续以马尔杜克的名字受到祭拜，直到公元前141年，马尔杜克的崇拜急剧衰落，最终被人遗忘。

## 符号
美索不达米亚人并不使用拟人化的手法来表现恩利尔。相反，他往往被表现为一顶有角的帽子，由多达七对牛角重叠而成。这样的头冠是神性的重要象征。戴有此类头冠的神祇形象可以追溯至公元前3000年。从苏美尔最早的史前时代一直到波斯征服之时，这种角帽在形状和意义上始终保持一致。苏美尔人有一套繁复的计数系统，其中一些数字拥有特别的宗教含义。在这套系统里，恩利尔和数字50联系在一起，50被视为他的神圣数字。恩利尔是三主神系统的一员，另外两个是安和恩基。这三位神共同成为夜空中固定星的化身。赤道天球上的星都和安联系在一起，恩利尔则是北天球的所有星星，恩基对应南天球。恩利尔的天体轨道是围绕北天极的一个连续的、对称的圆形，而安和恩基则在不同的地点相交。恩利尔还与牧夫座联系在一起。

## 神话

### 创世传说
苏美尔创世传说的主要文献来源是《吉尔伽美什》史诗的序言，简要描述了创世的过程：最初，只有纳木，即始祖海；然后纳木生出了安（天）和祺（地）。安和祺交配从而使祺生出了恩利尔，风、雨、暴之神。恩利尔将安与祺分隔开来，并将大地作为其辖域，而安则掌管天国。
《恩利尔和宁利勒》（ETCSL 1.2.1 （页面存档备份，存于））是一篇152行苏美尔诗歌，内容基本完整，它描述了恩利尔和女神宁利勒之间的爱情。一开始，宁利勒的母亲努恩巴尔舍古努（Nunbarshegunu）命令宁利勒去河里泡澡。宁利勒来到河边，恩利尔引诱她，使她受孕并生下儿子南纳，即月神。为此，恩利尔被贬至苏美尔的冥界库尔。宁利勒跟随他来到库尔，此时恩利尔伪装成守门人，宁利勒要求他告知恩利尔的下落，然而伪装起来的恩利尔拒绝回答。接着他又引诱宁利勒，使她受孕并产下死神内尔伽勒。同样的故事再一次上演，这次恩利尔伪装成地下世界河流之人，又一次引诱宁利勒使她产下尼纳祖。最后一次，恩利尔成为摆渡人，使宁利勒生下恩比卢卢。
恩利尔与宁利勒求偶的故事主要是为了解释月神南纳以及若干地下世界神灵的诞生，但某种程度上也是描述恩利尔与宁利勒从青春至成人的成长故事。故事也解释了宁利勒作为恩利尔配偶的角色，诗中宁利勒说到：“因为恩利尔是你的主人，所以我也是你的情妇！”这个故事重大的历史意义在于，它是已知的最早描述神改变其形态的神话，如果目前的释读是正确的话。

### 洪水传说
苏美尔人故事（ETCSL 1.7.4 （页面存档备份，存于））里，大洪水的起因不明确，这是由于泥石板上记录故事开端的那一部分损毁了。一个名叫朱苏德拉的凡人以某种方式在大洪水中存活了下来，可能是受到了恩基的帮助。石板上的故事从描述大洪水的中间开始，大洪水持续了七天七夜才消退。随后，太阳神乌图显现，朱苏德拉在小船一侧打开窗户，跌落在神的脚下。他用牛和羊向乌图献祭。到这里，文本中断。接下来可见的文本里，恩利尔和安纪念朱苏德拉幸免遇难，并宣布朱苏德拉为不死之人。石板剩下的内容被损毁。
在《吉尔伽美什史诗》记载的阿卡德版本的洪水故事里，是恩利尔造成了这场大洪水，他觉得人类数量已过于庞大，制造太多噪声使他无法安眠，因而想办法消灭地上的一切活物。在该版本里，主人公名叫乌特纳匹什提姆。埃阿，即巴比伦版本的恩基，提前告知了乌特纳匹什提姆洪水到来的消息。洪水持续了七天，伊什塔尔在此期间哀悼人类的灭亡。洪水结束后，伊什塔尔向乌特纳匹什提姆承诺恩利尔绝不再次制造洪水。当恩利尔见到乌特纳匹什提姆和家属仍活着时，他怒不可遏，但他的儿子尼努尔塔声援人类，辩解说恩利尔只应使用野生动物和饥荒来控制人口数量，而不是制造洪水。恩利尔走进船里，乌特纳匹什提姆和他的妻子向他鞠躬行礼。此时的恩利尔不再生气，使他获得永生作为他忠于众神的回报。

### 主神和仲裁官
早王朝时期（前2900—前2350年）一篇基本完整的108行记录恩利尔发明了镐，苏美尔人极为重要的农业用具。诗中，恩利尔召唤出了镐并宣布了其用途。据诗中所述，镐光彩美妙，纯金打造，镐头由青金岩雕刻而成。恩利尔将此工具交给人类，人类使用它来建造城市、降服人民、清除杂草。苏美尔人认为恩利尔促进植物生长。
在苏美尔诗歌《恩利尔选择农神》（ETCSL 5.3.3 （页面存档备份，存于））中，恩利尔为了确保物产丰足、万物繁茂，创造了两个神，埃梅什（Emesh）和恩屯（Enten），分别是牧神和农神。两者展开激辩，去找恩利尔仲裁，恩利尔赞成农神恩屯，两个神随后高兴地和解。

### 尼努尔塔的故事
在苏美尔诗歌《卢伽尔》（Lugal-e）（ETCSL 1.6.2 （页面存档备份，存于））中，恩利尔向他的儿子尼努尔塔给出用计杀掉魔鬼阿萨格（Asag）的建议。尼努尔塔将他的沙鲁尔杖，一个能讲话的钉头杖，送至神的国度去直接咨询恩利尔。沙鲁尔杖向尼努尔塔转达了恩利尔的建议。

在巴比伦神话《安祖》（Anzû）和《命运石板》（Tablet of Destinies）中，巨大的怪鸟安祖（Anzû）背叛了恩利尔，在他洗澡时偷走了命运石板（Table of Destinies），这是属于恩利尔并授予他权威的一块神圣石板。河流干涸，神灵们失去他们的力量，于是派阿达德（Hadad）、格尔拉 （Gerra）、夏拉（Shara）向安祖征战，但他们均铩羽而归。最后，埃阿向众神提出应派出恩利尔的儿子尼努尔塔。尼努尔塔成功击败了安祖，将命运石板带回给他的父亲。作为奖励，尼努尔塔在众神会议中获得了一个重要的席位。

### 诸神之战
新亚述时期（前911—前612年）一个损坏严重的文本讲述了马尔杜克率领其阿努纳奇大军进攻圣城尼普尔，造成大规模骚乱。骚乱引发了洪水，居住在尼普尔的诸神不得不团结在恩利尔的领导下，前往尼努尔塔的埃述梅沙神殿（Eshumesha Temple）避难。恩利尔对马尔杜克的得寸进尺感到极为愤怒，命令埃述梅沙的诸神迎战马尔杜克和其他阿努纳奇。阿努纳奇被俘虏，但马尔杜克指派了他的前哨员姆什特希尔哈勃利姆（Mushteshirhablim）率军反抗埃述梅沙诸神，并派遣他的信使涅雷塔格米勒（Neretagmil）去通知写作之神纳布。当埃述梅沙诸神听到纳布讲话时，纷纷从神殿里出来寻找他。马尔杜克打败埃述梅沙诸神并俘虏了360位神，其中包括恩利尔。恩利尔辩称埃述梅沙诸神是无辜的，于是马尔杜克让他们在阿努纳奇面前接受审判。文本结尾，达姆基安纳（宁胡尔萨格的另一个名字）警示众神和人类不要重蹈阿努纳奇与埃述梅沙诸神之战的覆辙。

## 外部連結
- ETCSL 「Enlil and Ninlil」 and 「Enlil and Sud」: Unicode and ASCII.
- Gateway to Babylon: "Enlil and Ninlil", trans. Thorkild Jacobsen （页面存档备份，存于）.
- ETCSL "Enlil in the Ekur": Unicode and ASCII.
- Houghton-Mifflin: A Hymn to the Sky-God Enlil （页面存档备份，存于）.
- "The Song of the Hoe" in ETCSL—Songs, elegies and related compositions: Unicode and ASCII.